# Lodewijk Asscher
Lodewijk Asscher, né le 27 septembre 1974 à Amsterdam, est un homme politique néerlandais, membre du Parti travailliste (PvdA), qu'il dirige de 2016 à 2021.
Échevin à Amsterdam de 2006 à 2012, il est bourgmestre par intérim en 2010. Il est ministre des Affaires sociales et de l'Emploi et vice-Premier ministre des Pays-Bas de 2012 à 2017 sous la direction du Premier ministre Mark Rutte, au sein de son deuxième cabinet. En 2016, Asscher bat le sortant Diederik Samsom pour la direction du Parti travailliste, qu'il occupe pendant plus de quatre ans avant sa démission et son retrait de la vie politique.

## Biographie

### Formation et vie professionnelle
En 1992, il achève ses études secondaires à La Haye et entre à l'université d'Amsterdam. Il étudie d'abord la psychologie, pendant trois ans, puis le droit, jusqu'en 1998. Dans ce domaine, il obtient un doctorat, en 2002. Cette même année, il devient professeur des universités, tout en conservant ses fonctions de chercheur à l'institut d'information juridique.

### Ascension rapide à Amsterdam
À l'occasion des élections municipales du 6 mars 2002, il est élu au conseil municipal d'Amsterdam. Désigné président du groupe travailliste en mars 2004, il est ensuite investi tête de liste pour le scrutin suivant, qui se tient le 7 mars 2006. Les travaillistes remportent largement l'élection, avec 20 sièges sur 45, loin devant le Parti populaire pour la liberté et la démocratie (VVD), à 8 sièges. Sous la direction du bourgmestre travailliste, Job Cohen, il est nommé, le 26 avril, échevin (en néerlandais : wethouder) aux affaires économiques, aux finances et à l'aéroport.

### Bourgmestre par intérim
De nouveau tête de liste aux élections municipales du 3 mars 2010, remportées par le PvdA avec 15 sièges, il devient, vingt jours plus tard, bourgmestre par intérim, à la suite de la démission de Cohen, qui se présente à la direction du Parti travailliste en vue des élections législatives anticipées du 9 juin. Le 7 juillet, l'ancien ministre Eberhard van der Laan est nommé bourgmestre par la reine Beatrix et Asscher redevient échevin, chargé des finances, de la jeunesse, de l'éducation et du « Projet 1012 », visant à la réhabilitation d'une partie du centre-ville.

### Carrière nationale

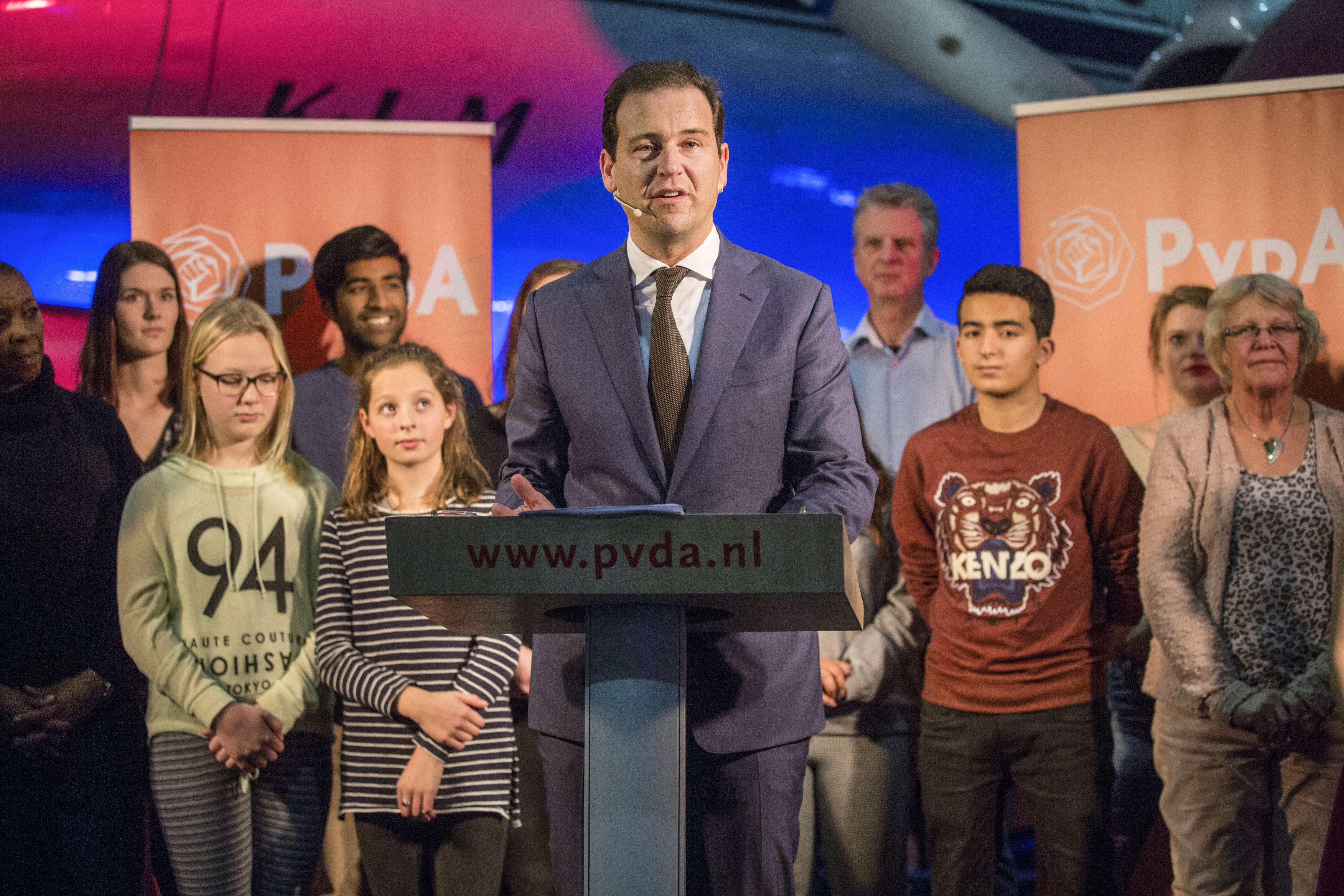
Asscher devant des adhérents au Parti travailliste, en 2016.

Après les élections législatives anticipées du 12 septembre 2012, les travaillistes s'allient avec le Parti populaire pour la liberté et la démocratie (VVD) du Premier ministre sortant Mark Rutte. Le chef politique des travaillistes, Diederik Samsom, refusant de lui-même entrer au gouvernement, Asscher est choisi comme vice-Premier ministre et ministre des Affaires sociales et de l'Emploi le 29 octobre et investi par la reine Beatrix le 5 novembre avec l'ensemble du cabinet.
Il est élu le 8 décembre 2016 chef politique du PvdA face au sortant Diederik Samsom avec 54,5 % des voix et prend sa suite dès le lendemain. Il est la tête de liste travailliste lors des élections de 2017. Le scrutin, qui voit la percée des écologistes de la Gauche verte (GL) avec 14 sièges, est une déroute pour le PvdA, qui s'effondre à la septième place avec neuf représentants sur 150 et 5,7 % des voix, ce qui constitue le pire résultat de son histoire.
Le 14 janvier 2021, à deux mois des élections législatives, il présente sa démission de la direction du parti et annonce qu'il se retirera de la vie politique à la fin de son mandat de représentant, prenant sa  responsabilité ministérielle dans un scandale de fausses accusations de fraudes aux allocations sociales. Le scandale conduit à la chute du gouvernement le lendemain. Il est remplacé par l'ancienne ministre et vice-présidente de groupe parlementaire Lilianne Ploumen.

### Conseiller à la Commission européenne
Le 18 juin 2022, il est annoncé que Lodewijk Asscher rejoint l'équipe du commissaire européen Nicolas Schmit à titre bénévole en tant que conseiller spécial chargé des réfugiés ukrainiens dans le cadre de l'invasion de l'Ukraine par la Russie,.

### Vie privée
Lodewijk Asscher est marié à Jildau Piena depuis 2007 et père de trois enfants.